# Ваграм Алазан
Ваграм Алаза́н (настоящее имя — Ваграм Мартиросович Габузян; 6 (19) мая 1903,Ван — 17 мая 1966, Ереван) — армянский советский писатель, поэт, журналист, общественный деятель. Один из руководителей Союза писателей Армении.

## Биография

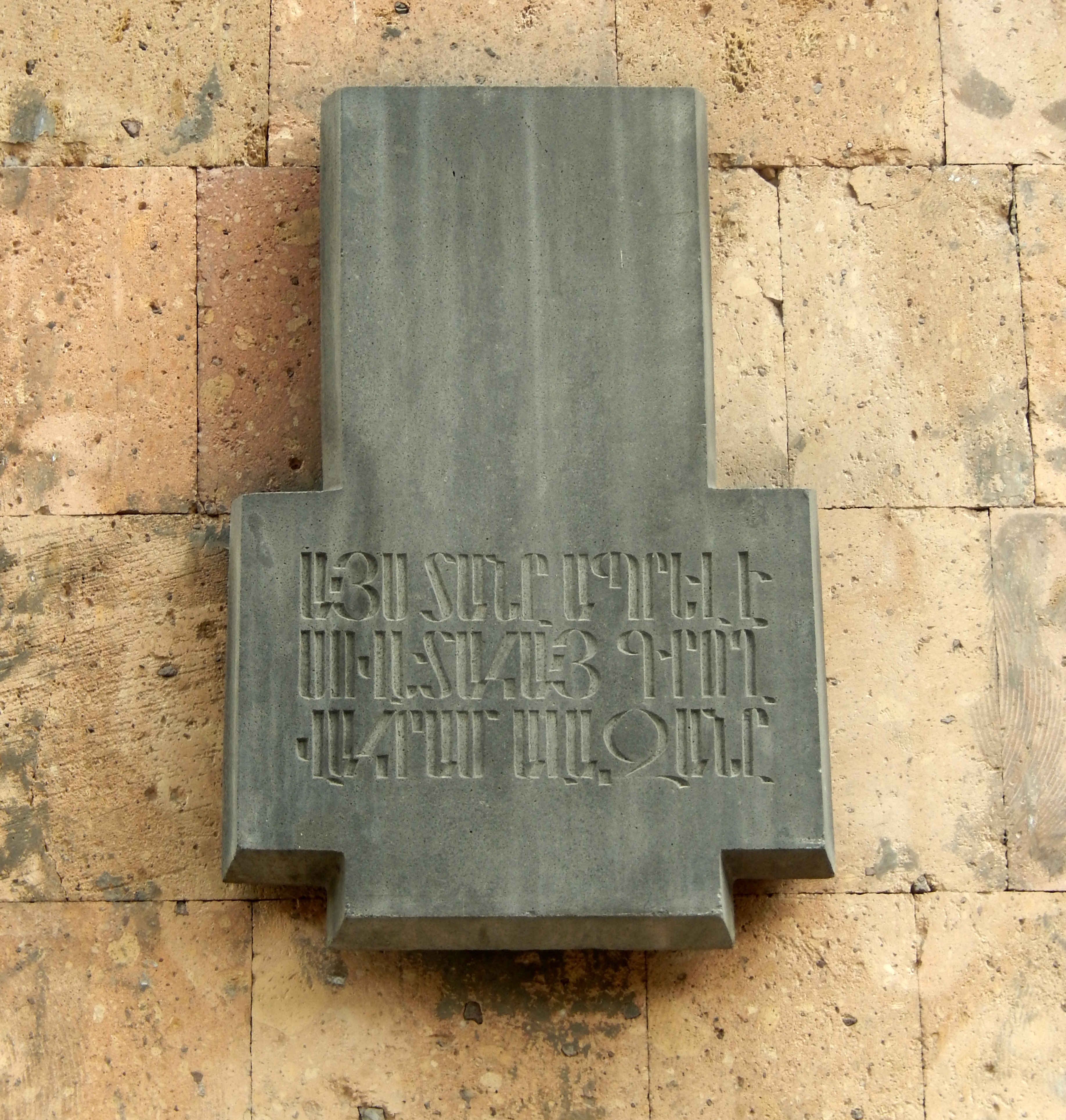
Мемориальная доска Алазана в Ереване, улица Киевян, 7

Ваграм Габузян родился 6 (19) мая 1903 года в Османской империи, в западноармянском городе Ване в семье ремесленника. Начальное образование получил в церковно-приходской школе. В 1915 году, спасаясь от геноцида армян, вместе с семьёй переехал в Ереван. Некоторое время был чернорабочим, учеником в сапожной мастерской, наборщиком в типографии
В 1921 году начал литературную деятельность. Взял себе псевдоним Ваграм Алазан — по реке Алазани. Начал активно участвовать в литературной и политической жизни. В 1923 году был одним из основателей газеты «Авангард». В 1922—1930 годах — редактор газеты «Типографский рабочий» («Тпагракан банвор»). 
Был одним из организаторов Ассоциации пролетарских писателей Армении, в 1923—1932 годах — председатель Ассоциации. В 1932—1936 годах редактор «Литературной газеты» («Гракан терт»). В 1932—1936 годах секретарь Союза советских писателей Армении. В 1934 году — делегат от Армянской ССР на Первом съезде писателей СССР. В 1935 году принимал участие в Международном конгрессе писателей в защиту культуры в Париже. 
В 1936 году был арестован по обвинению в контрреволюционной деятельности. В 1954 году был реабилитирован, но годы, проведённые в лагерях, плохо отразились на его здоровье. С 1956 года и до конца жизни был прикован к постели.
Награждён орденом «Знак Почёта» (27.06.1956).
Скончался 17 мая 1966 года в Ереване.

## Литературная деятельность
В самом начале своей литературной деятельности издал ряд поэм и стихотворений, в числе которых первая книга стихов «Ашхаданкаин» (Трудовое) и поэма «Вулканопоэзия». В 1923 году вышел его сборник стихов «Игра лета». В дальнейшем Алазан переходил к прозе. В 1927 году издал книгу «Песни стройки и побед». В 1933 году вышел сборник стихов «Борение». В своём романе 1934 года «На шестидесятом горизонте» Алазан повествует о жизни рабочих алавердских медных рудников. Опубликовал сборники стихов «Сердце поэта» («Банастехци сирты», 1954) и «Горизонты» («Оризоннер», 1957), роман «Северная звезда» («Юсисайин астх», 1956), книгу мемуаров «Воспоминания» (1960). В 1990 году была опубликована его книга, посвящённая репрессиям.
Как отмечает литературный критик С. Агабабян, некоторые стихотворения Алазана излишне риторичны. Многие произведения Алазана переведены на русский, украинский, грузинский, азербайджанский и другие языки.

## Сочинения

### В русском переводе
- Сердце поэта. М., 1958
- Северная звезда. Ер., 1960
- Воспоминания. Ер., 1967

### На армянском языке
- Ալազան Վ., Բանաստեղծի սիրտը, Բանաստեղծ, Երևան. 1954.
- Հորիզոններ, Բանաստեղծ. Երևան, 1957.
- Հյուսիսային աստղ. Վեպ, 2-րդ վերամշ. Հրատ., Երևան, 1958